# Verdandi
Dans la mythologie nordique, Verdandi, ou Verdande (Verðandi en vieux norrois), est une des trois Nornes, accompagnée de Skuld et Urd. Son nom signifie « ce qui est en train de se passer ». Elle symbolise donc le présent, contrairement à ses « sœurs » Urd et Skuld, symbolisant respectivement le passé et le futur.
Son existence est mentionnée dans de nombreux textes relatifs à cette mythologie, tels que l'Edda.